# Rolladen Schneider LSD Ornith

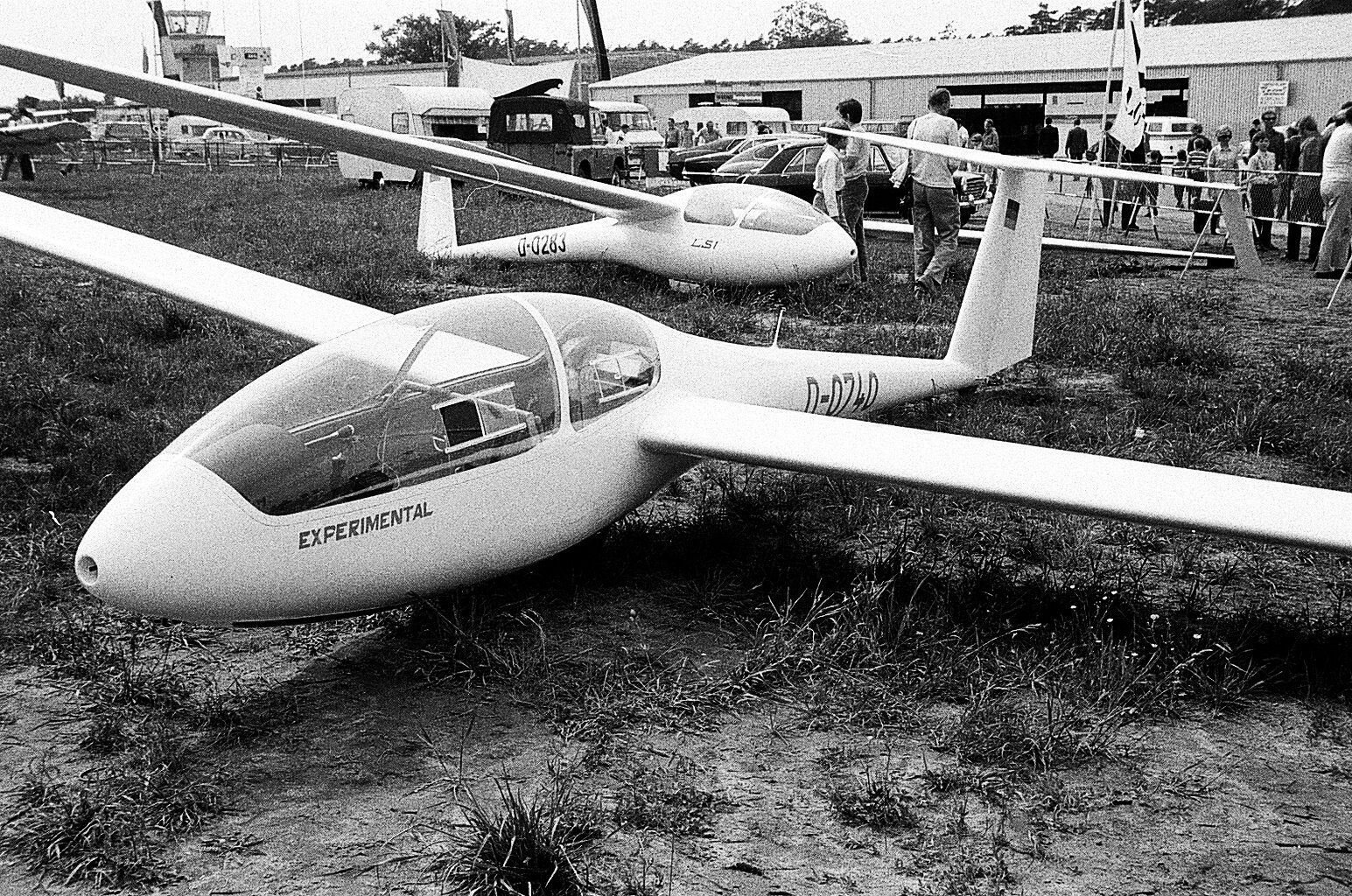
Prototyp der LSD Ornith, 1971

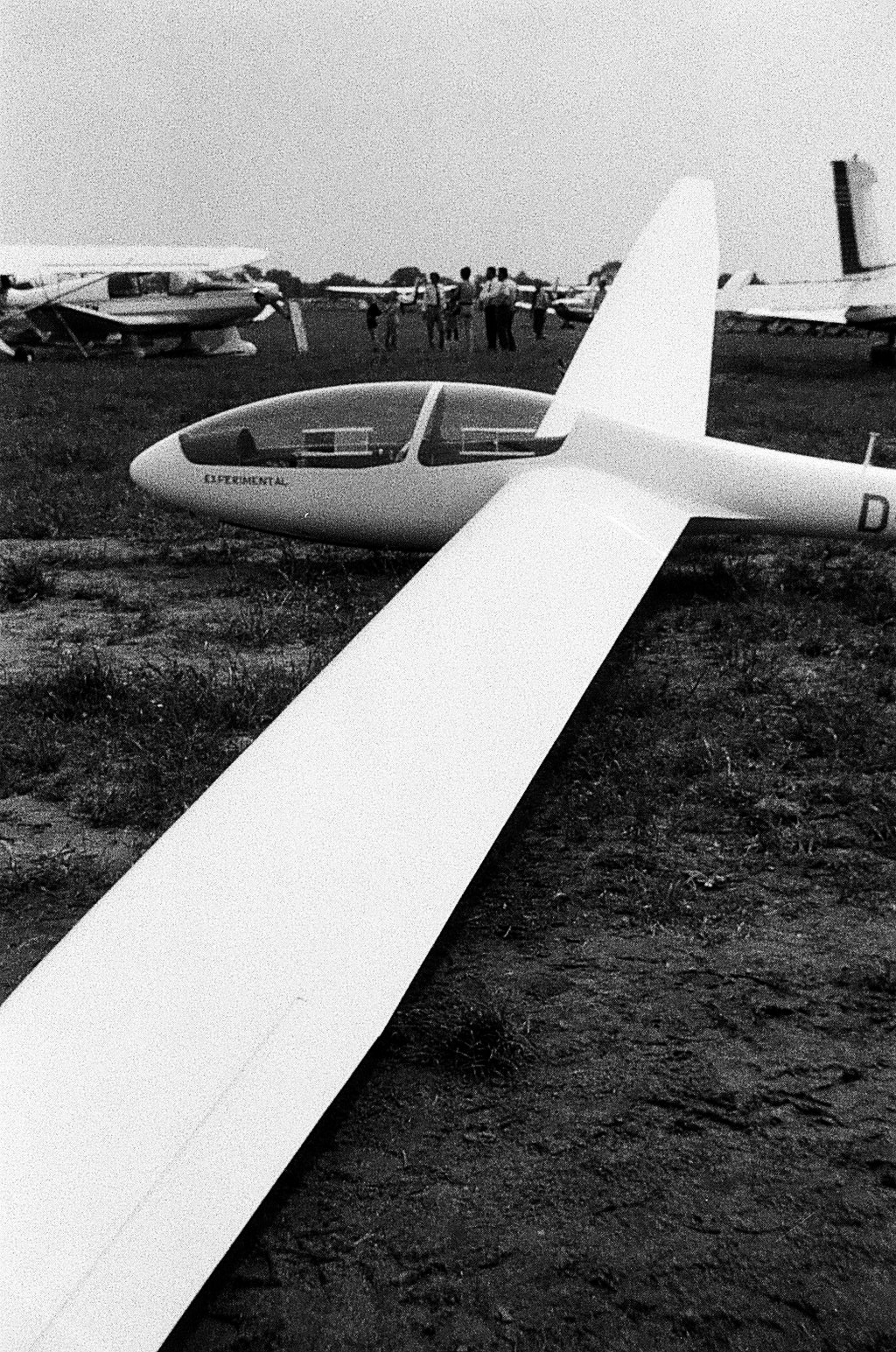
LSD Ornith, 1971

Die LSD Ornith ist ein doppelsitziges Segelflugzeug.
Die LSD Ornith (D für Doppelsitzer) ist ein eher privat entstandenes Segelflugzeug mit hoher Leistungsfähigkeit. Konstruiert wurde sie von Wolf Lemke und gemeinsam mit Karl Pummer 1969/1970 gebaut. Der Erstflug fand am 8. Mai 1971 statt, einige Wochen vor der Braunschweiger SB 10. Sie war somit der erste Doppelsitzer in Kunststoff-Bauweise.
So weit als möglich wurden Teile aus der Einsitzer-Produktion der LS1 verwendet. Später wurde sie auf das Heck einer LS3 mit gedämpftem Höhenleitwerk umgerüstet. Der Rumpf wurde fast unverändert von der LS1 übernommen. Dies hat zur Folge, dass es sehr eng im Cockpit ist. Die Pedale des hinteren Sitzes sind beinahe auf der Höhe des vorderen Steuerknüppels. Die Haube ist zweiteilig und geht etwa zurück bis zur Höhe des Holmes. Der Rumpf hat ein festes Rad und eine kleine Kufe. Auffallend ist das sehr große Seitenruder. Die Flügel wurden an der Wurzel um etwa 1,50 m verlängert. So ergibt sich eine Spannweite von 18 Metern.
Die negative Pfeilung der Flügel beträgt zwei Grad. Als Landehilfe dienen Schempp-Hirth-Bremsklappen auf der Flächenoberseite. Der Doppelsitzer hat für Windenstart und F-Schlepp zwei getrennte Kupplungen und stellt fliegerisch keine besonderen Anforderungen. Bemerkenswert ist die geringe Rüstmasse der LSD von 287 kg.
In Samedan/Schweiz und in Südafrika wurden mit der LSD Ornith einige Rekordflüge erzielt.
Die LSD Ornith blieb ein Einzelstück. Sie steht heute im Segelflugmuseum auf der Wasserkuppe.

## Technische Daten
| Kenngröße         | Daten                |
| ----------------- | -------------------- |
| Besatzung         | 1 + 1                |
| Länge             | 7,40 m               |
| Spannweite        | 18 m                 |
| Höhe              | 0,84 m               |
| Flügelfläche      | 12,40 m²             |
| Flügelstreckung   | 26,1                 |
| Flächenbelastung  | 32,2–42,3 kg/m²      |
| Gleitzahl         | 40 bei 90 km/h       |
| Geringstes Sinken | 0,60 m/s bei 75 km/h |
| Leermasse         | 287 kg               |
| max. Startmasse   | 450 kg               |